# Escuela Técnica Superior de Ingeniería Informática (Universidad de Málaga)
La Escuela Técnica Superior de Ingeniería Informática es un centro de la Universidad de Málaga que imparte varias titulaciones de la rama de informática. Tiene sede en la Ciudad Universitaria o Campus de Teatinos en la ciudad de Málaga, España, que comparte con la ETSI de Telecomunicación. Su director es Manuel Nicolás Enciso.

## Historia
En los inicios de la década de 1980 comenzó a fraguarse la idea de implantar una titulación de informática en Málaga. La gran presencia de empresas tecnológicas y relacionadas con el sector de la electrónica fue clave para la creación de la titulación, junto con el apoyo del entonces director de la Escuela Universitaria de Ingeniería Técnica Industrial,  José María Alonso.
Así, fue el 23 de febrero de 1982 cuando el Boletín Oficial del Estado publicó el Real Decreto por el que se establecía la Escuela Universitaria Politécnica, que junto con otras carreras, ofrecería la diplomatura en informática. Un año después ya se impartían las primeras clases de informática en el Campus de El Ejido donde se limitó la matriculación debido a la gran demanda que tuvo. En 1988 se constituyó la Facultad de Informática.
Fue en 1995 cuando, ya renombrada como Escuela Técnica Superior de Ingeniería Informática, se trasladó al nuevo edificio en el Campus de Teatinos.

## Instalaciones

### Edificio
El edificio que alberga la escuela, diseñado por el arquitecto José Antonio Corrales e inaugurado en 1995 (seis años más tarde de la previsión inicial), constituye un referente arquitectónico en la provincia de Málaga, siendo uno de los primeros edificios modernos de tal envergadura y magnitud en la ciudad.
Si bien el proyecto original presentado por Corrales era un edificio de mayor tamaño, que contaría con cinco módulos en los cuales se encontrarían aulas, laboratorios docentes, de investigación y despachos, la falta de presupuesto hizo que finalmente se construyeran únicamente tres de estos módulos, que son con los que ahora cuenta la escuela, siendo la superficie total construida de 46.705 m².
Entre algunos de los aspectos singulares, cabe destacar su planta, cuya forma recuerda a la placa base de un ordenador.

### Biblioteca y hemeroteca
La ETSI Informática cuenta con una biblioteca y una hemeroteca, entre las que reúnen 18353 monografías y 421 títulos de revistas. Dividida en dos plantas (biblioteca y hemeroteca), cuentan con 228 y 116 puestos de estudio respectivamente.
Por otro lado, la biblioteca cuenta con un anexo de estudio sin vigilancia con otros 60 puestos extra, mientras que la hemeroteca dispone de una zona de investigación de 12 puestos con los últimos números de las revistas más consultadas.
Entre los servicios que presta, se encuentran la lectura en sala, el servicio de préstamo, préstamo interbibliotecario, servicio de información y referencia, acceso electrónico a publicaciones periódicas, reprografía, y préstamo de ordenadores portátiles, calculadoras científicas y lectores de libros electrónicos.

### Aulas de informática[8]
Además de la biblioteca y la hemeroteca, los estudiantes pueden consultar lo que necesiten a través de Internet, gracias a las dos aulas de informática situadas en ambas plantas, con 58 y 28 equipos. Por otra parte, todo el campus de la universidad cuenta con conexión inalámbrica, por lo que pueden usar sus propios portátiles.

### Museo histórico
En interior de la escuela se encuentra el Museo histórico de la Informática, que fue inaugurado en 2007 por el entonces presidente de la Junta de Andalucía, Manuel Chaves, y la rectora de la universidad, Adelaida de la Calle. El museo hace un recorrido visual del desarrollo histórico de la informática a través de distintos ordenadores y elementos de hardware, así como piezas electrónicas y documentación.

## Departamentos
El personal docente y de investigación de la ETSI Informática está estructurado en 14 departamentos:
- Departamento de Álgebra, Geometría y Topología
- Departamento de Arquitectura de Computadores
- Departamento de Economía Aplicada (Matemáticas)
- Departamento de Economía Aplicada (Política Económica, Economía Política)
- Departamento de Economía y Administración de Empresas
- Departamento de Electrónica
- Departamento de Estadística e Investigación Operativa
- Departamento de Finanzas y Contabilidad
- Departamento de Física Aplicada II
- Departamento de Historia Moderna y Contemporánea
- Departamento de Ingeniería de Comunicaciones
- Departamento de Ingeniería de Sistemas y Automática
- Departamento de Lenguajes y Ciencias de la Computación
- Departamento de Matemática Aplicada

## Titulaciones
Con la implantación del Espacio Europeo de Educación Superior, la ETSI de Informática imparte docencia de varios titulaciones de grado así como varios cursos de posgrado. Mientras tanto, las antiguas 3 titulaciones de ingeniería e ingeniería técnica siguen siendo impartidas en planes a extinguir.  Desde el curso 2011/2012, con la implantación del campus de excelencia internacional Andalucía TECH, la facultad oferta una titulación conjunta entre las universidades de Sevilla y Málaga de Ingeniería de la Salud. Así mismo, desde el curso 2019/2020, ante el auge de las titulaciones de doble grado, se ofertan 15 plazas de un nuevo doble grado en Ingeniería Informática + Matemáticas.
| Titulación EEES                                     | Titulación antigua                            |
| --------------------------------------------------- | --------------------------------------------- |
| Grado en Ingeniería Informática                     | Ingeniería Informática                        |
| Grado en Ingeniería del Software                    | Ingeniería Técnica en Informática de Gestión  |
| Grado en Ingeniería de Computadores                 | Ingeniería Técnica en Informática de Sistemas |
| Grado en Ingeniería de la Salud                     | Nueva creación                                |
| Doble Grado en Matemáticas + Ingeniería Informática | Nueva creación                                |
| Grado en Ciberseguridad e Inteligencia Artificial   | Nueva creación                                |

| Nombre del máster                                           |
| ----------------------------------------------------------- |
| Máster en Ingeniería Informática                            |
| Máster en Ingeniería del Software e Inteligencia Artificial |

| Nombre del doctorado                  |
| ------------------------------------- |
| Doctorado en Tecnologías Informáticas |

## Movilidad estudiantil
La escuela ofrece diferentes servicios de movilidad estudiantil para que los estudiantes puedan realizar parte de sus estudios en universidades de todo el mundo. Entre los programas ofertados se encuentran:
- Sócrates-Erasmus,[16] de movilidad por Europa.
- ISEP,[17] de movilidad por los Estados Unidos de América.
- SICUE-Séneca,[18] de movilidad por España.

Además, se ofertan movilidades a Canadá, Iberoamérica y otras partes del mundo.